# Dębiany (Bartoszyce)
Dębiany (deutsch Lackmedien) ist ein Ort in  der polnischen Woiwodschaft Ermland-Masuren. Er gehört zur Gmina Bartoszyce (Landgemeinde Bartenstein) im Powiat Bartoszycki (Kreis Bartenstein (Ostpr.)).

## Geographische Lage
Dębiany liegt in der nördlichen Mitte der Woiwodschaft Ermland-Masuren, 30 Kilometer südöstlich der früheren und heute auf russischem Hoheitsgebiet gelegenen Kreisstadt Friedland (russisch Prawdinsk) bzw. zehn Kilometer südöstlich der heutigen Kreismetropole Bartoszyce (deutsch Bartenstein).

## Geschichte
Der als laukmedien im Jahre 1326 erstmals erwähnte Ort war ein kleines Gutsdorf, das 1874 in den Amtsbezirk Maxkeim (polnisch Maszewy) im ostpreußischen Kreis Friedland – ab 1927 „Kreis Bartenstein“ genannt – aufgenommen wurde. Im Jahre 1910 zählte Lackmedien 71 Einwohner.
Am 30. September 1928 schloss sich Lackmedien mit den Nachbargutsbezirken Klein Schwansfeld (polnisch Łabędnik Mały) und Maxkeim (Maszewy) zur neuen Landgemeinde Maszewy zusammen.
Im Jahre 1945 fiel das gesamte südliche Ostpreußen in Kriegsfolge an Polen. Lackmedien erhielt in diesem Zusammenhang die polnische Namensform „Dębiany“ und ist heute eine Ortschaft im Verbund der Landgemeinde Bartoszyce (Bartenstein) im Powiat Bartoszycki (Kreis Bartenstein), von 1975 bis 1998 der Woiwodschaft Olsztyn, seither der Woiwodschaft Ermland-Masuren zugehörig.

## Religion
Christentum
Bis 1945 war Lackmedien in die evangelische Kirche Groß Schwansfeld (polnisch Łabędnik) in der Kirchenprovinz Ostpreußen der Kirche der Altpreußischen Union, außerdem römisch-katholische Kirche St. Bruno in Bartenstein im damaligen Bistum Ermland eingepfarrt. Heute gehört Dębiany katholischerseits zur Pfarrei Łabędnik (Groß Schwansfeld) im jetzigen Erzbistum Ermland, evangelischerseits ebenfalls zur Kreisstadt, deren Kirchengemeinde jetzt jedoch eine Filialgemeinde der Johanneskirche in Kętrzyn (Rastenburg) in der Diözese Masuren der Evangelisch-Augsburgischen Kirche in Polen ist.

## Verkehr
Dębiany liegt südlich der verkehrsreichen Woiwodschaftsstraße 592 (frühere deutsche Reichsstraße 135) und ist über eine Nebenstraße von Maszewy (Maxkeim) aus in Richtung Kosy (Quossen) zu erreichen. Eine Bahnanbindung gibt es nicht.

## Persönlichkeit
Aus dem Ort gebürtig
- Adolph von Kurowski (* 21. August 1781 auf Lackmedien), preußischer Generalmajor († 1835)
- Georg Radtke (* 1. September 1922 in Lackmedien), deutscher Landwirt, Feldornithologe, Autor († 1995)